# 乱魔猫吉
乱魔 猫吉（らんま ねこきち、8月26日 - ）は、日本の漫画家。福岡県在住。身長164cm、血液型はB型。BLを中心に執筆していたが、近年はTLに執筆の場を移している。一時期は『ファンロード』のハガキ職人でもあり、読者の立場から精力的に投稿活動を行っていた。

## 作品

### BL漫画
- 『SYSTEM』 (ラポートコミックス、1993年）
- 『おさかなはあみの中』全3巻（桜桃書房GUST COMICS、1993-1994年)

『おさかなはあみの中』全2巻（新装版、B's-LOVEY COMICS、2007年）
- 『魔界伝説―トリック・ナイト』全2巻 (ラポートコミックス、1992-1994年)
- 『熱雷の音が聞こえる』（桜桃書房GUST COMICS、1995年）
- 『あくまなんだもん!?』（桜桃書房GUST COMICS、1996年）
- 『DISTORTION BLUE』全2巻（ラポートコミックス、1996-1999年)

『Distortion blue +―乱魔猫吉作品集』（新装版、大都社ダイトコミックス、2004年）
- 『CRASH JUNKY×SPIRIT』全4巻(桜桃書房GUST COMICS、1997-1999年）
- 『ラブ・ツ→ル』（桜桃書房GUST COMICS、2000年）
- 『ちょっちだけ・ロマンシングムーン』（桜桃書房GUST COMICS、2001年）
- 『戦慄のエスカレーション』（桜桃書房GUST mania COMICS、2002年）
- 『溺愛スイーツ』（桜桃書房GUST mania COMICS、2004年）
- 『僕たちのひみつ』（桜桃書房GUST mania COMICS、2008年）
- 『のすたむーるずの話』（桜桃書房GUST mania COMICS、2009年）

### TL漫画
- 『いけないカラダ』（ぶんか社、2006年）
- 『おねがいdoctor』（ぶんか社、2006年）
- 『先生はダメです』（ぶんか社、2007年）
- 『眼鏡で愛して!?』（ぶんか社、2007年）
- 『僕は先生を手に入れる』（ぶんか社、2008年）
- 『あぶないバニラ』（ぶんか社、2009年）
- 『絶対愛玩・強制ダーリン』（ぶんか社、2010年）
- 『せんせのことが好きなのさ』（ぶんか社、2010年）
- 『タイラント・タイフーン~暴君台風~』（ぶんか社、2011年）
- 『おしおき♥スイートルーム』（ぶんか社、2011年）
- 『けだもの執事の調教合宿』（ぶんか社、2012年）
- 『禁断のブルームーン』（コスミック出版、2012年）
- 『絶対セイフク王子様!』（コスミック出版、2013年）
- 『少女と野獣。ESCAPE HEAVEN』（ぶんか社、2012年）
- 『少女と野獣。ESCAPE HEAVEN Final』（ぶんか社、2013年）
- 『絶頂ホテル』（ぶんか社、2014年）
- 『発情♥怪盗少女ねこまんま』（ぶんか社、2015年）
- 『ウブ秘書は社長の玩具』（ぶんか社、2016年）

### 恋カレシリーズ
- 恋カレ。欲情メガネ男子（2007年12月）
- 恋カレ。悪魔男子の溺愛（2009年4月)
- 恋カレ。性悪ドＳの快楽（2009年10月）
- 恋カレ。ハダカの肉食獣（2010年4月）
- 恋カレ。イジワル社長の甘い毒牙（2011年4月)

### Sgirlselection
- 禁断ドSお兄ちゃん（2013年）
- ドS先生の極上調教（2013年）

### 小説挿絵
- 『運命のタロット』シリーズ　皆川ゆか（1992-2004年、講談社X文庫ティーンズハート）
- 『石英の丘』速川ほなみ（Eclips NOVEL、1992年）
- 『今宵も君と月を見に』（Eclips NOVEL、1993年）
- 『広重シネマパラダイス』（Eclips NOVEL、1993年）
- 『とっても有名なラブストーリー』空乃さかな（桜桃書房ECLIPSE ROMANCE、1996年）
- 『夢で逢えたら』空乃さかな（桜桃書房ECLIPSE ROMANCE、1996年）
- 『the BOY’s ON SALE!―美少年売ります』空乃さかな（桜桃書房ECLIPSE ROMANCE、1996年）
- 『ぜったい秘密のラブ・ストーリー』空乃さかな（桜桃書房ECLIPSE ROMANCE、1997年）
- 『2年目のラブ・パニック!』空乃さかな（桜桃書房ECLIPSE ROMANCE、1998年）